# ラ・ガリータ・カルデラ
ラ・ガリータ・カルデラ(La Garita Caldera)は、アメリカ合衆国・コロラド州ミネラル郡に所在する火山(カルデラ)である。名前は山の東部に位置する非法人地域のラ・ガリータに由来する。2700万年前の破局噴火は地球史上最大級の噴火の一つに数えられている。

## 形成年代
ラ・ガリータ・カルデラは4000万年から噴火をはじめ、2700万年前(漸新世前期)にピークを迎え、その後150万年で7回の大噴火を起こし、1800万年前まで活動した。一連の火山活動がもたらした火砕流に由来する溶結凝灰岩はコロラド州からユタ州を経てネバダ州まで分布し、面積にして約3万km2、火山灰層の厚さは平均で100mに達する。

## 2700万年前の巨大噴火
ラ・ガリータの噴火のうち最大規模のものはVEI8に分類され、新生代に発生した噴火のなかでは2番目に大規模なものであった。その時の噴火に由来する火山砕屑物の総量は5000km3に達し、これは1980年のセント・ヘレンズ山噴火の約5000倍にもなる。
エネルギー換算では史上最大の水爆であるツァーリ・ボンバ(50メガトン)の約5000倍、地球史上でもチクシュルーブ・クレーターを形成した白亜紀末期の隕石衝突(240テラトン)以来となる大爆発であった。

### 書籍
- Lipman, Peter W.; Robinson, Joel E.; Dutton, Dillon R.; Ramsey, David W.; Felger, Tracey J. (2006). Geologic Map of the Central San Juan Caldera Cluster, Southwestern Colorado. USGS Geologic Investigations Series I-2799  (includes maps, photo collection, and links to on-line abstracts)
- Mason, Ben G.; Pyle, David M.; Oppenheimer, Clive (2004). “The size and frequency of the largest explosive eruptions on Earth”. Bulletin of Volcanology 66 (8):  735–748. Bibcode: 2004BVol...66..735M. doi:10.1007/s00445-004-0355-9.
- Askren, Daniel R.; Rodden, Michael F.; Whitney, James A. (1997). “Petrogenesis of Tertiary Andesite Lava Flows Interlayered with Large-Volume FelsicAsh-Flow Tuffs of the Western USA” (PDF). Journal of Petrology 38 (8):  1021–1046. doi:10.1093/petrology/38.8.1021.  オリジナルのMay 28, 2008時点におけるアーカイブ。 2007年5月2日閲覧。.
- Largest explosive eruptions: New results for the 27.8 Ma Fish Canyon Tuff and the La Garita caldera, San Juan volcanic field, Colorado
- The Mid-Tertiary Ignimbrite Flare-Up